# Teateråret 2025

## Uppsättningar
- 17 januari – Premiär för musikalen Så länge bollen rullar i regi av	David Oest på Lorensbergsteatern.[1]
- 30 januari – Musikalen Dear Evan Hansen i regi av Markus Virta har premiär på Intiman.[2]
- 31 januari – Premiär för Johanna Emanuelssons pjäs Ett svenskt brott i regi av Helena Sandström Cruz på Uppsala stadsteater.[3]
- 6 februari – Pelikanen i regi av Emil Graffman har premiär på Dramaten,[4] och Ural i regi av Staffan Valdemar Holm har premiär på Kulturhuset Stadsteatern.[5]
- 25 april – Premiär för Jonas Gardells Pensionat Oskar i regi av Jakob Höglund på Kulturhuset Stadsteatern.[6]
- 29 juni – Premiär för Kalabalik i Fabriken i regi av Niklas Holtne på Vallarnas friluftsteater i Falkenberg.[7]